# Anne Nichols
Anne Nichols (Dalles Mill, 26 de noviembre de 1891-Englewood Cliffs, 15 de septiembre de 1966) fue una autora teatral estadounidense.
Tuvo una corta carrera como actriz en su adolescencia, interpretando teatro y habiendo aparecido en dos películas mudas antes de los veinte años.
En colaboración con Adelaide Matthews, escribió Hearts Desire (1921) y Just Married (1922). Ya en solitario, escribió el libreto del musical Love Dreams (1921).
Nichols escribió obras para teatro y radio, generalmente de temática sentimental. Su mayor éxito fue Abie’s Irish Rose (1922), una comedia basada en Romeo y Julieta, pero trasladada a los EE. UU., con la pareja formada por un hombre de origen judío y una mujer de raíces irlandesas. Aunque la mayoría de las críticas fueron negativas, encantó al público. Permaneció en cartel cinco años seguidos en el mismo teatro de Broadway, se hicieron dos versiones cinematográficas (una muda 1928 y otra sonora en 1946), una adaptación radiofónica (1942) , y varias reposiciones. Esta obra supuso para la autora unos ingresos de quince millones de dólares.